# Jicarilles
Els jicarilles o bé oficialment Nació Apatxe Jicarilla són una tribu reconeguda federalment dels apatxes de Nou Mèxic, que parlen una de les llengües atapascanes meridionals. El terme jicarilla, pronunciat "hick-ah-REE-uh", vé del castellà i vol dir "petita cistella." El seu autònim és Tinde o Dinde, que vol dir "el poble." Altres bandes apatxes com els mescalero i lipans els coneixien com a Kinya-Inde ("gent que viu a cases fixes"). Els jicarilles també s'anomenaven Haisndayin que vol dir "gent que va venir des de baix", ja que creu que són els únics descendents dels primers a emergir de l'inframon, l'estatge de l'home i de la dona ancestrals que van crear les primeres persones.
Els jicarilles vivien una existència seminòmada a les muntanyes Sangre de Cristo i ales planes del sud de Colorado, al nord de Nou Mèxic, i es movien fins a les Gran Planes des d'abans de 1525. Van viure una vida relativament pacífica durant anys, viatjant estacionalment per a la caça, recol·lecció i cultiu tradicionals al llarg de lleres dels rius. Els jicarilla van aprendre agricultura i terrisseria dels pueblo i la supervivència en les planes dels indis de les planures i tenia una dieta rica i variada. A partir del 1700 la Nova Espanya colonial, la pressió d'altres tribus ameríndies com els comanxes, i després l'expansió cap a l'oest dels Estats Units provocaren una pèrdua significativa de la propietat, l'eliminació de les seves terres sagrades, i la reubicació en terres no aptes per a la supervivència.
De mitjans del segle xix fins a mitjans del segle xx van ser particularment difícils perquè les bandes tribals van ser desplaçades, els tractats trencats, foren subjectes a importants pèrdues de vides a causa de tuberculosi i altres malalties i a la manca d'oportunitats per a la supervivència. El 1887 van rebre la seva reserva, que va ser ampliada el 1907 per incloure les terres més propícies per a la ramaderia i l'agricultura, i dins de diverses dècades es van adonar de la riquesa dels recursos naturals de la conca de San Juan a la terra de la reserva.
Els membres de la tribu van passar d'una forma de vida seminòmada i a viure de les concessions de petroli i gas, joc en casino, explotació forestal, ranxos i turisme. Els jicarilles segueixen sent coneguts per la seva ceràmica, cistelleria i abaloris.

## Història

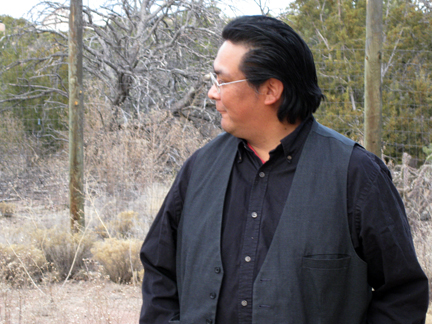
Ishkoten Dougi, escultor i pintor jicarilla-navaho

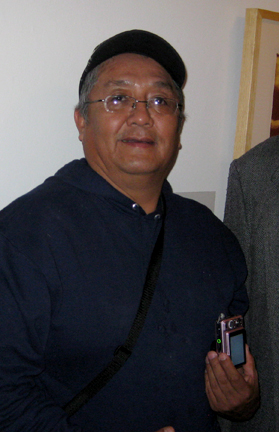
David Velarde, poeta, dramaturg i prosista jicarilla

Els apatxes jicarilla són un grup que parlava una de les llengües atapascanes que emigraren del Canadà cap al 1525, o potser centenars d'anys abans, i vivien en el que ells consideraven la seva terra -delimitada per quatre rius sagrats al nord de Nou Mèxic i al sud de Colorado: Río Bravo, riu Pecos, riu Arkansas i riu Canadià-, en la qual hi ha cims i serralades que consideraven muntanyes sagrades. Un gran nombre d'ells vivien també al llarg del riu Cimarron i es movien en les planures del nord-oest de Texas i porcions occidentals d'Oklahoma i Kansas. Llur territori se superposava al d'altres tribus. Se'ls podia trobar a la vall de Chama, Nou Mèxic, i punts de l'est cap el 1600. Abans de l'arribada dels espanyols, els jicarilla van viure una existència relativament pacífica.
Culturalment, els jicarilla van ser fortament influenciats pels indis de les planures al seu est i els indis pueblo al seu oest, amb el resultat que la seva pròpia cultura exhibeix una combinació de la caça nòmada i de les característiques agrícoles. Un dels trets de l'indis de les planures prominents en la cultura jicarilla va fer èmfasi en la incursió i la guerra. Després del contacte espanyol els assalts van augmentar en freqüència i intensitat amb l'ús i la necessitat de cavallss
Des de 1600, els Jicarillas eren seminòmades que practicaven de l'agricultura de temporada que adoptaren dels pueblo i espanyola de Nova Espanya al llarg dels rius que fluïen a través del seu territori.
Els apatxes eren lligats a la cultura del riu Dismal de les planures occidentals, generalment atribuïda als apatxes de Paloma i Quartelejo (o Cuartelejo). També s'ha trobal terrissa jicarilla a alguns llocs del complex riu Dismal. Alguns dels pobles de la cultura riu Dismal River s'uniren als kiowa apatxe a les Black Hills de Dakota del Sud. Degut a la pressió dels comanxes a l'oest i dels pawnee i francesos a l'est, els kiowes i les restes de la cultura de riu Dismal emigraren al sud on més tard s'uniren als lipans i jicarilles.
En el segle xix plantaven al llarg dels rius, especialment al llarg de la part superior del riu Arkansas i els seus afluents, una varietat de cultius, de vegades usant el reg pel creixement de fesols, carabasses, melons, pèsols, blat i blat de moro. Van trobar l'agricultura a les muntanyes més segura que a les planes obertes. Des del segle xviii caçaven bisons i antílops i posteriorment cérvols, muflons, ants i búfals. Lees dones recollien baies, atzavara, mel, cebes, patates, fruits secs i llavors.

### Terra sagrada i història de la creació

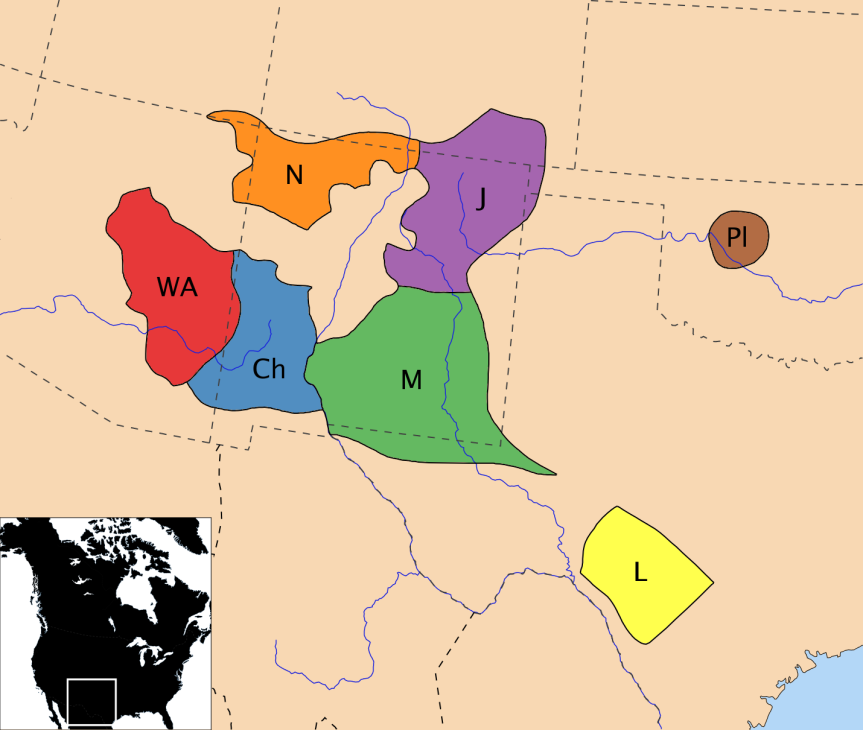
Territori apatxe en el segle XVIII: WA – Apatxes occidentals, N – Navahos, Ch – Chiricahua, M – Mescalero, J – Jicarilles, L – Lipan, Pl – Apatxe kiowa

Segons la història de la creació jicarilla, se'ls va donar la terra delimitada pels quatre rius sagrats pel Creador amb certs llocs per a la comunicació amb el Creador i els esperits, rius i muntanyes sagrades que han de ser respectats i conservats, i els llocs molt específics per a l'obtenció d'elements pel ritual  cerimonial, com l'argila blanca trobada 18 milles al sud-est de Taos, ocre vermell 20 milles al nord de Taos i ocre groc en una muntanya prop del Pueblo Picuris. Ells creuen que el "cor del món" és a prop de Taos.
Les històries tradicionals de Dona Petxina Blanca Dona, Assassí dels Enemics, Nen de l'Aigua i altres tenen llocs i persones properes especials per a ells, com el riu Gran Gorge, el Pueblo Picuris, la primavera i el pantà prop de El Prado, Hopewell Lake i en particular del Pueblo de Taos i els quatre rius sagrats. Els jicarilla crearen santuaris en els llocs que contenien un significat espiritual, compartint alguns dels llocs de la zona de Taos amb el poble de Taos.
De la connexió a Taos, el 1865 el Pare Antonio José Martínez, un sacerdot de Nou Mèxic, va comentar que els jicarilla tenien una llarga història de viure entre les muntanyes i els pobles i de la terrisseria com una important font d'ingressos. L'argila per la ceràmica provenia de les zones dels Pueblos Taos i Picuris.

### Pressions per la terra jicarilla
Degut a l'augment d'altres poblacions, el Destí Manifest i les Guerres Índies, l'estil de vida cultural i econòmica tradicional dels apatxes es va tornar tensa. Moltes persones van morir a causa de la fam, les Guerres Índies, inclosa la batalla de Cieneguilla i les malalties no indígenes al continent americà per a les que no tenien resistència.
A principis del segle xviii els jicarilla atacaren les tribus dels plans al seu est i utilitzaren els fruits dels seus èxits comercials amb els indis pueblo i els espanyols.
Quan els comanxes, que havien obtingut armes dels francesos, amb els seus aliats propers i familiars els utes, els van empènyer cap a fora dels plans, estaven saquejant els diversos pobles apatxes orientals (jicarilles, mescaleros i lipans) que ocupaven les planes del sud. A mesura que van ser expulsats de la plana, els jicarilles es va traslladar a les muntanyes i prop dels pueblos i de les missions espanyoles buscant l'aliança amb el pueblo i els colons espanyols. Per exemple, en 1724 diverses bandes apatxes van ser aniquilades pels comanxes, que els va obligar a "renunciar a la meitat de les seves dones i nens, i després van cremar diversos llogarets, matant a tots menys seixanta-nou homes, dues dones i tres nois". Els jicarilles es van veure obligats a buscar refugi a la regió oriental de les muntanyes Sangre de Cristo i del Pueblo de Taos a Nou Mèxic. Alguns van optar per traslladar-se a Pueblo Pecos a Nou Mèxic o s'uniren a les bandes mescaleros i lipans de Texas. En 1779 una força combinada de jicarilles, utes, pueblos i soldats espanyols derrotaren el comanxes, que, després de set anys i diverses campanyes militars més, finalment van demanar la pau. A partir de llavors els jicarilles van ser capaços d'establir-se al seu territori antic tribal al sud de Colorado.

### Bandes ollero i llanero
La geografia del territori tribal jicarilla es compon de dos entorns fonamentals que van ajudar a donar forma a l'organització social bàsica de la tribu en dues bandes: els llaneros, o gent de la plana, i els olleros, o gent de la vall de muntanya. Cada setembre les dues bandes competien en curses cerimonials durant Gojiiya. Després de ser expulsats de les planures en 1750 els jicarilla esdevingueren aliats des seus antics enemics els ute.
- Els olleros, la gent de la muntanya, clan terrissaire, o Jicarilla del Nord, vivien a l'oest del riu Grande al llarg del riu Chama[22] de Nou Mèxic i Colorado, establits com a agricultors, es van convertir en terrissaires i vivien en part en llogarets estil Pueblo (6 grups locals). Van començar a vendre terrissa de mica fangosa i cistelleria i van aprendre l'agricultura dels seus veïns pueblo. Ollero és el nom espanyol de "terrissaires". El seu autònim o nom per a si mateixos, és Saidindê o "Poble de la Sorra", "Poble de la Muntanya" o "habitants de les muntanyes"; La representació espanyola és Hoyeros que significa "gent de la vall de la muntanya".[19][20][21] La banda Capote dels utes (Kapota, Kahpota), que vivia a l'est de la Gran Divisòria al sud del riu Conejos i a l'est del riu Grande a l'oest de les muntanyes Sangre de Cristo, a la vall de San Luis, al llarg de la capçalera del Riu Grande i al llarg del riu Animas, centrant els actuals veïnatges de Chama i Tierra Amarilla del comtat de Rio Arriba, units en aliança amb els Olleros (com els Muache amb els Llaneros) contra les tribus de les planures del sud com els comanxes i kiowes (llurs antics aliats) i arapahos del sud i xeiennes del sud mantenien relacions comercials amb els Pueblo[23]

- Els Llaneros, el clan de la gent de la plana o jicarilla de l'est, vivien com a nòmades en tipis, anomenats kozhan pels Jicarilla, seguien i caçaven el bisó en els plans a l'est del Riu Grande, acampaven al llarg de les capçaleres del riu Canadian. Durant l'hivern vivien a les muntanyes entre el riu Canadian i el Riu Grande, acampaven i actuaven prop de Picuris, Pecos (Nou Mèxic) i Taos (Nou Mèxic) (8 grups locals). El seu autònim és Gulgahén o "gent de les planes"; els espanyols els anomenaren Llaneros.[19][21][24] Els seus aliats més propers eren la banda Muache d'utes (Mouache, Mahgruhch, Mahgrahch, Muwac), vivien al llarg dels turons orientals de les Muntanyes Rocoses vora Denver, Colorado al nord fins a Las Vegas, Nou Mèxic al sud i que comerciaven com els llaneros amb el Pueblo de Taos - per tant, sovint anomenats utes Taos - en conjunt els Jicarilla-Muache va lluitar contra els enemics comanxes, kiowes, arapahos meridionals i xeiennes del sud a les planes del sud.

### Batalla de Cieneguilla

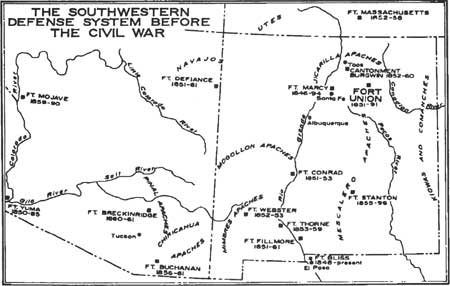
Sistema sud-oest de Defensa abans de la Guerra Civil. Font: Servei de Parcs Nacionals

La batalla de Cieneguilla va ser un enfrontament entre un grup d'apatxes jicarilla, llurs aliats utes i el Primer de Cavalleria dels Estats Units el 30 de març de 1854 vora de l'actual Pilar (Nou Mèxic).
Antecedents
Cap a mitjans del segle xix esclataren tensions entre els espanyols, múltiples nacions ameríndies i expansió estatunidenca a l'Oest arribaren a la zona nombrosos colons reclamant terres al sud-oest. Les malalties a les que els nadius americans no tenien immunitat "delmaren" les seves tribus, creant una major pressió sobre les seves terres que els prendran. Mentre, les tensions dels nadius americans van créixer i es van fer nombrosos intents de reubicació de la seva terra de caça tradicional i recol·lecció i terres sagrades, els jicarilles es tornaren vegada més hostil en els seus esforços per protegir les seves terres. Pel 1850 els jicarilles formaven l'amenaça índia més seriosa per als viatgers en el camí de Santa Fe a través del nord-est de Nou Mèxic i als colons de la frontera de la regió. L'exèrcit dels Estats Units va desenvolupar un sistema de defensa de forts i tropes per restringir els atacs als viatgers cap a l'oest. Fort Union va ser fundat, en part, per proporcionar protecció contra els jicarilles. La interrupció i les "incomprensions mútues" interculturals van conduir a la guerra entre els espanyols, les nacions natives d'Amèrica i els americans.
Leo E. Oliva, autor de Fort Union and the Frontier Army in the Southwest, assenyala que: "Els tres grups culturals al sud-oest tenien diferents concepcions de la vida familiar, els valors personals, les relacions socials, la religió, els usos i la propietat de la terra i altres béns, la millor manera d'obtenir el que disposa la vida, i la guerra."
Fort Union fou establit pel Coronel Edwin Vose Sumner qui ordenà al Major James Henry Carleton de la Companyia K del 1r de Dragons el 2 d'agost de 1851 protegir els viatgers cap a l'oest entre Missouri i el Territori de Nou Mèxic en el Camí de Santa Fe. El governador del Territori de Nou Mèxic William Carr Lane va fer tractats amb els jicarilla i altres tribus nadiues de Nou Mèxic per traslladar-se a les reserves i de manera pacífica dedicar-se a l'agricultura en noves terres i acordar pagaments com a compensació per la pèrdua d'accés a la seva caça, recol·lecció i terres sagrades. El govern dels Estats Units, però, va abandonar el finançament d'aquest acord, traint els membres de les tribus americanes natives. Per complicar encara més la situació, tots els cultius de la tribu van fracassar i els jicarilles va seguir atacant per la supervivència.
La batalla i les conseqüències
El 30 de març de 1854, una força combinada de més de 250 apatxes i utes va lluitar contra els dragons dels Estats Units dirigit pel tinent John Wynn Davidson, prop de Pilar (Nou Mèxic), llavors conegut com a Cieneguilla. La batalla va durar de 2, a 4 hores segons el soldat supervivent James A. Bennett (o James Bronson). Els jicarilla lluitaren amb rifles de pany i sagetes, i van matar-ne vint-i-dos i ferir-ne 36 dels seixanta dragons, que després es van retirar a Ranchos de Taos amb 22 cavalls i la majoria dels subministraments de les tropes.
El tinent coronel Philip St. George Cooke del Segon Regiment de Dragons alhora va organitzar una expedició per fustigar els jicarilla amb l'ajuda dels Pueblo i exploradors mexicans al comandament del capità James H. Quinn, amb Kit Carson com a principal guia. Després d'una persecució a través de les muntanyes d'hivern, Cooke es va trobar amb el jicarilla; el seu líder, Flechas Rayada va oferir un acord de pau a canvi dels cavalls i les armes presos pels jicarilla durant la batalla, però no va ser acceptat. El 8 d'abril Cooke va combatre membres de la tribu en el seu campament en el canó d'Ojo Caliente. Dispersats en petites bandes, els jicarilla va evadir més persecucions, però molts van morir pel fred sever.

### Reserva Jicarilla

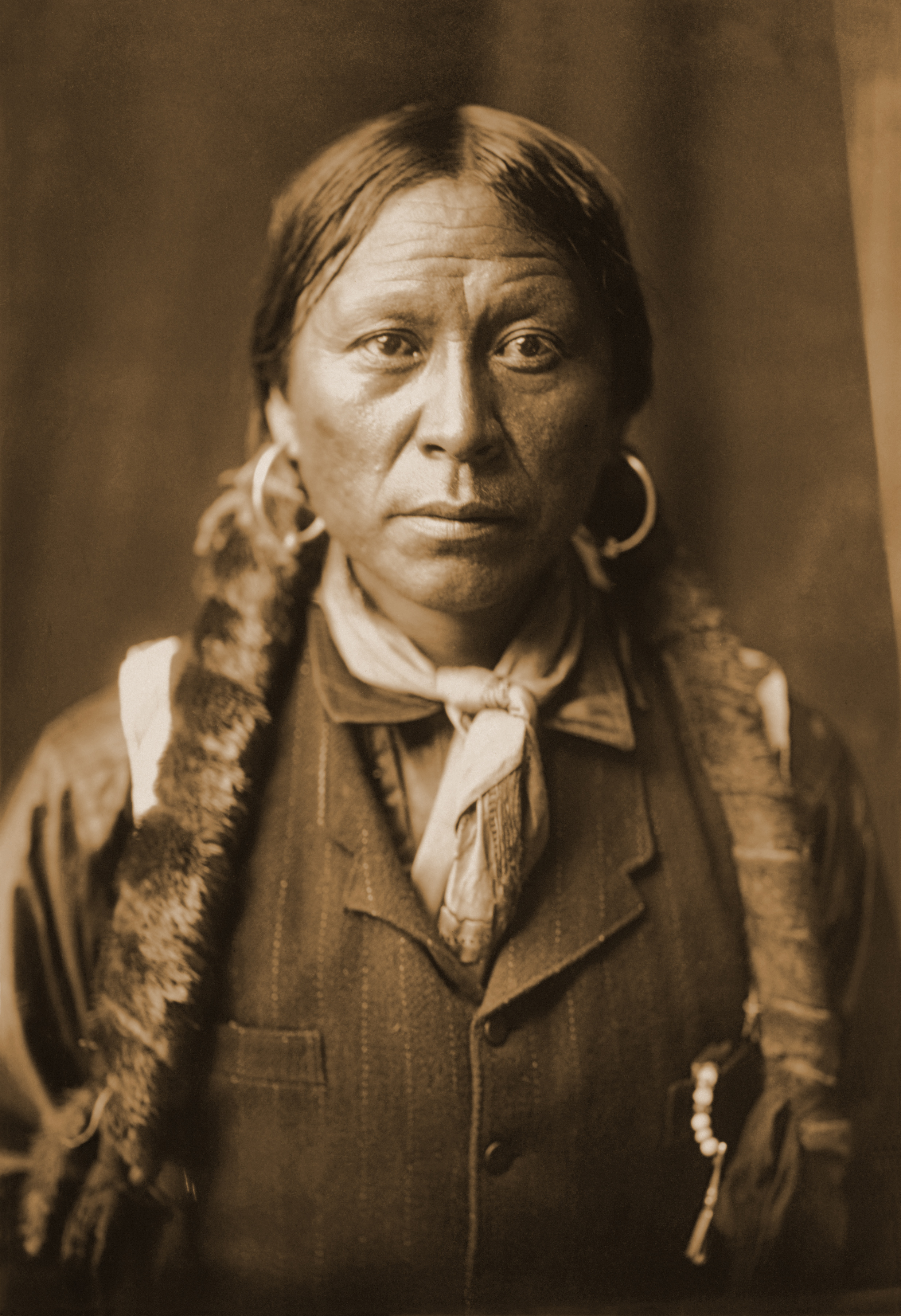
Retrat d'un jicarilla, 1904

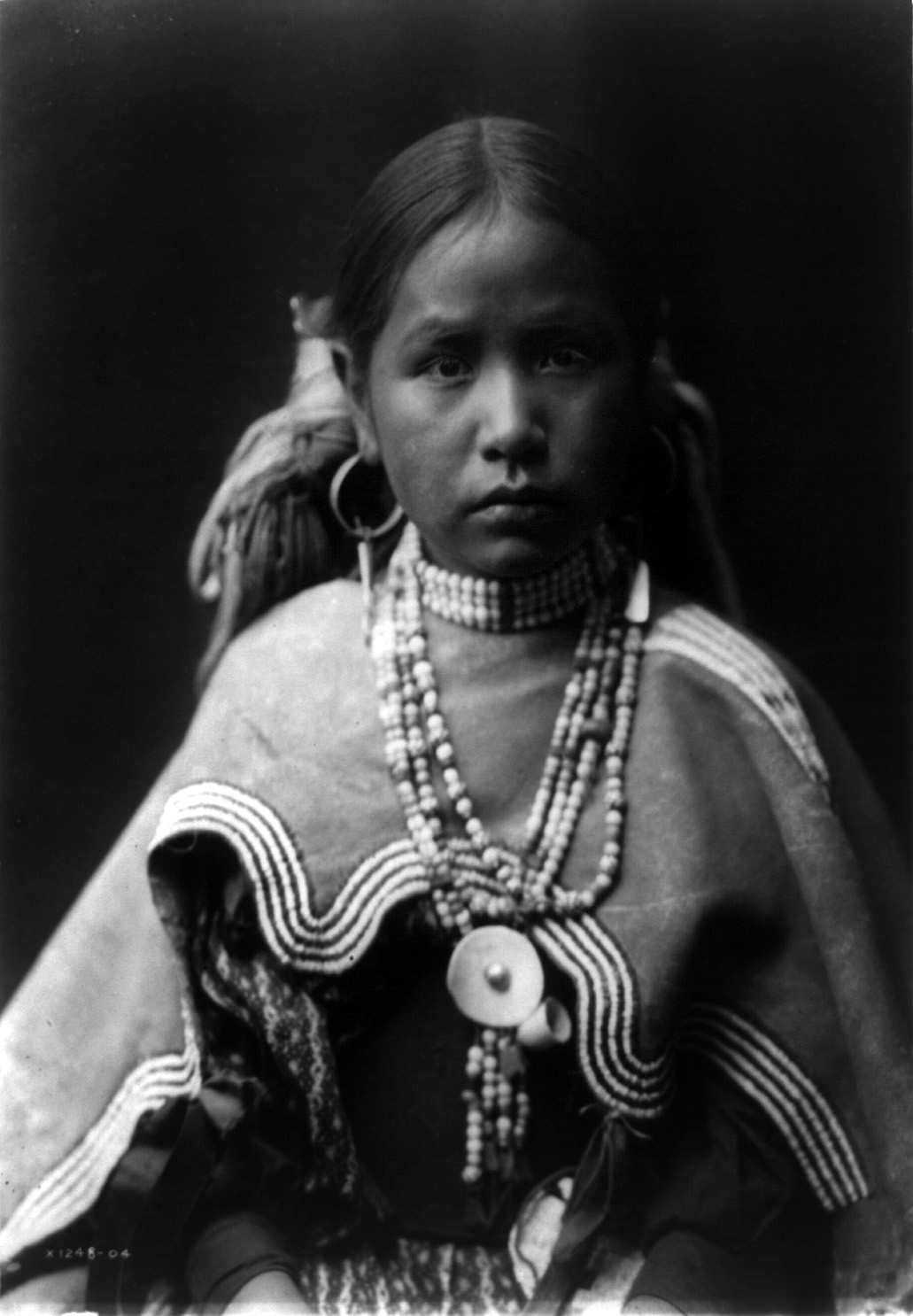
Retrat d'una jicarilla, 1905

Arran d'expansió cap a l'oest dels Estats Units i els impactes resultants als seus mitjans de vida, van començar a mitjans de la dècada de 1850 els intents de reubicar els jicarilles, que esdevingueren cada vegada més hostil a aquestes pressions. A més, les relacions amb els espanyols també es van tornar hostils quan els espanyols capturaren i vengueren apatxes com a esclaus. Després d'anys de guerres, tractats trencats, reubicacions i sent l'única tribu del sud-oest sense reserva, les dues bandes jicarilla llaneros i olleros s'uniren en 1873 i van enviar una delegació a Washington, D.C. a apel·lar per una reserva. Finalment el president dels Estats Units Grover Cleveland va crear la reserva Jicarilla Apache a través d'una ordre executiva signada l'11 de febrer de 1887.
Tot i que els olleros i els llaneros s'oposaven entre si per la ubicació de la reserva Jicarilla quan finalment havien d'aconseguir-la, era espiritualment descoratjador adonar-se que ja no podrien vagar per les seves terres sagrades tradicionals i tenir accés als llocs sagrats. Un cop instal·lats, van ocupar àrees separades de la reserva. Les animositats derivades d'aquest període han persistit fins al segle xx, amb els olleros generalment identificats com a progressistes i els llaneros com a conservadors.
La terra a la reserva, a excepció de la que era en poder dels membres no tribals, no era adequada per a l'agricultura. Com a mitjà de supervivència es va vendre la fusta de la reserva. El 1907 la terra addicional va ser assegurada a la reserva, amb a un total de 742.315 hectàrees, que era adequada per a la cria d'ovelles i va començar a ser rendible el 1920. Fins a aquest moment, molta gent va sofrir de malnutrició i fins al 90% dels membres de la tribu tenia tuberculosi el 1914; per la dècada de 1920 semblava probable que la nació Jicarilla Apatxe poden extingir a causa del tracoma, la tuberculosi i altres malalties. Després de diversos períodes de cria en granges difícils, molts dels anteriors pastors d'ovelles es va traslladar a la seu tribal a Dulce (Nou Mèxic). Els jicarilles va patir a causa de la manca d'oportunitats econòmiques durant dècades.
L'explotació de petroli i del gas es va iniciar a la reserva després de la Segona Guerra Mundial obtenint com a resultat fins a 1 milió de dòlars a l'any, alguns dels quals es van destinar per a l'escolarització tribal i desenvolupar les instal·lacions de Stone Lake Lodge. En 1982 la Cort Suprema dels Estats Units va dictaminar a Merrion v. Jicarilla Apache Tribe, 455 U.S. 130 (1982)que la tribu tenia l'autoritat per imposar impostos d'explotació a les empreses petrolieres que extreien petroli i gas natural en terres de la reserva.
Com a indemnització per les terres tribals perdudes els jicarilla van rebre un pagament en la dècada de 1970 per 9 milions de dòlars.

## Govern tribal

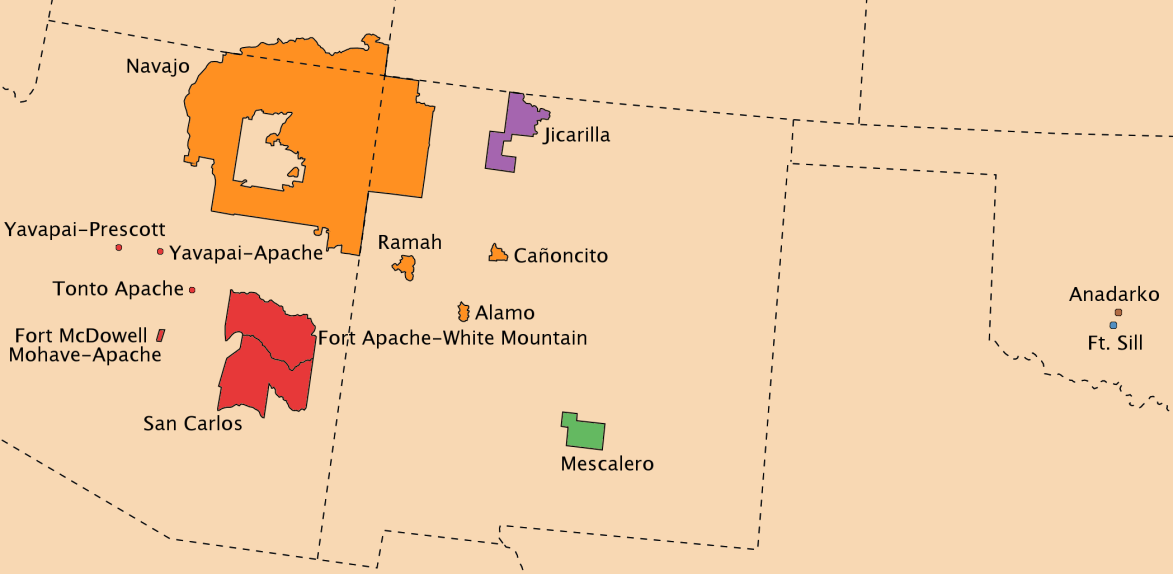
Actual localització dels pobles apatxes inclosos els jicarilla.

Els Apatxe Jicarilla són una tribu reconeguda federalment que en 1937 organitzà un govern formal i adoptà una constitució. Els líders tribals tradicionals van ser elegits com a primers membres del consell tribal. En 2000 la tribu canvià oficialment llur nom a Nació Apatxe Jicarilla.
Veronica E. Velarde Tiller, autora de Culture and Customs of the Apache Indians escriu: " Tots els poders dels governs tribals reflecteixen els valors tradicionals del poble apatxe. La protecció, preservació i conservació de la generositat de la "Mare Terra" i tots els seus habitants és valor sagrat compartit per tots els pobles amerindis, i els apatxes eren més ansiosos perquè aquest concepte fos incorporat en la seva constitució tribal."
Un valor important de la participació s'ha integrat en la Constitució, segons el qual els indis apatxes declaren que els recursos de la reserva "es mantenen en benefici de tota la tribu." A més, tota la terra en la reserva està en mans de la reserva Jicarilla Apache, una de les dues únics reserves als Estats Units on la terra no és propietat dels individus, sinó de la nació tribal en el seu conjunt. Són membres tribals els individus que tinguin un quàntum de sang d'almenys 3/8 d'apatxe jicarilla.
El govern es compon de les següents branques:
- executiu, amb un president i un vicepresident que serveixen un terme de quatre anys
- legislatiu, amb vuit membres que serveixen termes esglaonats de quatre anys
- judicial, tribunal tribal i cort d'apel·lacions amb jutges assignats pel president.

La capital és Dulce, que comprèn el 95% de la població de la reserva, prop de l'extrem nord. La majoria de les oficines tribals estan situades a Dulce.

## Reserva
La Reserva índia Apatxe Jicarilla, a 36° 33′ 16″ N, 107° 04′ 26″ O / 36.55444°N,107.07389°O, es troba en cos comtats al nord de Nou Mèxic:
- Comtat de Rio Arriba
- Comtat de Sandoval.

de la frontera amb Colorado al sud de Cuba (Nou Mèxic). La reserva es troba al llarg de la Carretera dels EUA 64 i N.M. 537.
La reserva té una superfície de 3.532,864 km² i una població de 2.755 habitants segons el cens dels Estats Units del 2000. La majoria de la seva població viu en la comunitat de la seu de la tribu Dulce, prop de l'extrem nord de la reserva.
La meitat sud de la reserva és de planes obertes i la part nord hi ha les arbrades Muntanyes Rocoses. Les rutes migratòries de mamífers i aus creuen la reserva en temporada, incloent el lleó de la muntanya, l'os negre, ants, oques i galls dindi canadencs. Diferents espècies de truites s'allotgen en set llacs de la reserva, però les condicions anuals com la baixa precipitació provoca alts nivells de pH. De 1995 a 2000, els nivells dels llacs eren molt baixos a causa de la sequera; com a resultat d'això la majoria dels peixos van morir durant aquests anys. La reserva es troba a la Conca San Juan, que és rica en combustibles fòssils. La conca és el major productor de petroli de les muntanyes Rocoses i el segon major productor de gas natural als Estats Units.

## Cultura
Els jicarilla són tradicionalment matrilocals i s'organitzen en clans matrilineals. Han incorporat algunes pràctiques dels seus veïns Pueblo en les seves pròpies tradicions. Són reconeguts per la seva cistelleria fina amb característics dissenys en forma de diamant, de creu o de ziga-zaga o bé representacions de cérvols, cavalls o altres animals. Són famosos per la seva artesania de granadures i per mantenir viva la fabricació del violí apatxe.
En la dècada de 1970 aproximadament el 70% dels jicarilles continuava mantenint llurs creences religioses tradicionals. Cap al 2000 un 70% de la tribu practica una religió organitzada, la majoria d'ells el cristianisme. El jicarilla és parlat per la meitat dels membres tribals, la majoria dones i ancians.
Les pràctiques cerimonials consisteixen en:
- Festa de la pubertat, anomenada "keesta" en jicarilla, és una cerimònia de ritus de pas per a noies o joves.[50]

Els principals esdeveniments anuals:
- Celebració Little Beaver amb un pow-wow, rodeo, arrossegament de cavall i una carrera de cinc milles a mitjans de juliol.
- Festa Stone Lake amb dansa cerimonial, rodeo i curses cada 14 i 15 de setembre.